# Бачкаи, Бела
Бела Бачкаи (Богшюц) (венг. Bácskai (Bogschütz) Béla; 25 апреля 1912, Будапешт — 25 августа 1994, Будапешт) — венгерский хоккеист на траве, защитник; конькобежец. Участник летних Олимпийских игр 1936 года.

## Биография
Бела Бачкаи родился 25 апреля 1912 года в австро-венгерском городе Будапешт (сейчас в Венгрии).
С начальной школы занимался хоккеем на траве, конькобежным спортом, лёгкой атлетикой, футболом.
С 1930 года играл в чемпионате Венгрии за будапештские АХК, «Мадьяр», МТК, «Пошташ», «Тёреквеш» и БВСЦ. Восемь раз выигрывал чемпионат страны (1933—1934, 1942, 1950—1952, 1955, 1958).
В 1936 году вошёл в состав сборной Венгрии по хоккею на траве на летних Олимпийских играх в Берлине, поделившей 7-9-е места. Играл на позиции защитника, провёл 1 матч, мячей не забивал.
В 1933—1949 годах провёл за сборную Венгрии 17 матчей.
В конькобежном спорте, выступая за будапештский БКЕ, в 1937 году выиграл чемпионат Венгрии на дистанции 1500 метров, в 1937 и 1939 годах был серебряным призёром в многоборье.
В 1937 году участвовал в чемпионате Европы в Давосе, заняв 15-е место в многоборье.
После Второй мировой войны был одним из главных энтузиастов венгерского хоккея на траве. С 1960-х годов был судьёй.
Умер 25 августа 1994 года в Будапеште.